# サヴェージ・ガーデン
サヴェージ・ガーデン (Savage Garden) は、かつて活動していたオーストラリア出身のバンドで、ヴォーカル担当のダレン・ヘイズ、キーボード・ギター・プログラミング担当のダニエル・ジョーンズの2人からなるデュオ。
「Truly Madly Deeply」「I Knew I Loved You」などの曲で、1990年代後半に世界的な人気を博したが、発表したオリジナルアルバムは2枚のみで解散した。

## 経歴

### 結成 - デビュー
1993年、当時「Red Edge」というバンドで活動していたダニエル・ジョーンズが、ブリスベンの新聞にヴォーカリスト募集の広告を出したところ、当地の大学の学生だったダレン・ヘイズが現れ、オーディションを経てバンドに加入。翌1994年にダニエルとダレンは共にバンドを離れ、デュオでの活動を始めた。「サヴェージ・ガーデン」というバンド名は、アン・ライスの『ヴァンパイア・クロニクルズ』に出てくる一節「The mind of each man is a savage garden...」から取られた。ダレンはこの『ヴァンパイア・クロニクルズ』のファンであった。
1996年、地元オーストラリアのレーベル「ロードショー・ミュージック」よりデビューシングルとなる「I Want You」をリリース。これがオーストラリア国内で大ヒットとなり、彼らはアメリカのレコード会社にも注目される存在となった。メジャーレーベル間の争奪戦の末、コロムビア・レコードが契約。コロムビアから出した2枚目のシングル「To the Moon and Back」は、1997年1月にチャート1位を記録してまたしてもヒットとなった。3枚目のシングル「Truly Madly Deeply」の後、デビューアルバムとなる『Savage Garden』を発表。このアルバムは同年3月にオーストラリアでチャート1位になり、17週にわたってトップの座を維持していた。
世界中で彼らの人気が高まるのに呼応して、1998年にはワールド・ツアーも敢行した。

### 活動中期 - 解散
1999年、「The Animal Song」「I Knew I Loved You」と2枚のシングルを出した後、2枚目のアルバム『Affirmation』を発表。この頃から曲調がアダルト・コンテンポラリー的な雰囲気を帯びるようになり、同年のビルボード・ミュージック・アワードでは「Hot 100 Singles Airplay of the Year」部門の他に「Adult Contemporary Single of the Year」で受賞、さらに翌2000年にも同アワードの「Best Adult Contemporary Video」「No. 1 Adult Contemporary Song of the Year」「No. 1 Adult Contemporary Artist of the Year」を受賞した。
また、2000年にはルチアーノ・パヴァロッティが毎年開催しているチャリティコンサートにダレンが出演したり、シドニーオリンピックの閉会式で「Affirmation」を歌うといった活動も展開した。
高い人気を得ていた彼らであったが、2001年10月、デュオの解散が発表された。その後ダレンはソロ活動の道に進み、アルバム『Spin』『The Tension and the Spark』をリリースした。ダニエルは自らレーベルを興し、他アーティストのプロデュース業に転身した。

## ディスコグラフィー

### アルバム

#### オリジナル・アルバム
- サヴェージ・ガーデン Savage Garden （1997年） - 1stアルバム
  - The Future of Earthly Delites （1998年） - 1stアルバムにボーナスディスクとしてリミックス盤が付属
- アファメーション Affirmation （1999年） - 2ndアルバム
  - アファメーション＋Bonus Live Disc Affirmation + Declaration （2000年） - 2ndアルバムにボーナスディスクとしてライブ盤が付属

#### ベスト・アルバム
- ザ・ベスト・オブ・サヴェージ・ガーデン Truly Madly Completely: The Best of Savage Garden （2005年、日本盤は2006年2月15日発売）
- コンプリート・ベスト 〜ザ・シングルズ〜 The Singles （2015年、日本盤は2016年5月25日発売）

#### 日本限定アルバム
- トゥルーリー・マッドリー・ディープリー ウルトラ・レア・トラックス（1998年4月14日発売）
- Affirmation - The B-Sides（2000年3月29日発売）

### シングル
- 1stアルバム『サヴェージ・ガーデン』収録
  - I Want You （1996年）
  - To the Moon and Back （1996年）
  - Truly Madly Deeply （1997年）
  - Break Me Shake Me （1997年）
  - Universe （1997年）
  - All Around Me （1998年） - プロモーション・シングル
  - Santa Monica （1998年）
  - I Want You '98 （1998年） - アルバム未収録
  - Tears of Pearls （1999年）
- 2ndアルバム『アファメーション』収録
  - The Animal Song （1999年）
  - I Knew I Loved You （1999年）
  - Crash and Burn （2000年）
  - Affirmation （2000年）
  - Chained to You （2000年）
  - Hold Me （2000年）
  - The Best Thing （2001年）

### ビデオ・DVD
- サヴェージ・ガーデン・ビデオグラフィー Savage Garden: The Video Collection （1998年）
- The Story So Far  （1999年）
- Superstars and Cannonballs （2001年）
- Truly Madly Completely: The Videos （2005年）

## 日本公演
- Savage Garden world tour 1998
  - 1998年4月20日、梅田ヒートビート
  - 1998年4月21日、NAGOYA CLUB QUATTRO
  - 1998年4月22日、LIQUIDROOM
  - 1998年4月24日、LIQUIDROOM
- Affirmation World Tour 2000
  - 2000年4月2日、NHKホール
  - 2000年4月4日、神奈川県民ホール
  - 2000年4月5日、赤坂BLITZ
  - 2000年4月7日、福岡スカラエスパシオ
  - 2000年4月8日、Zepp大阪
  - 2000年4月10日、名古屋ダイアモンドホール
  - 2000年4月12日、NHKホール